# سيمفاستاتين
سيمفاستاتين أحد أكثر الأدوية انتشارا حاليا وينتمي إلى مجموعة الستاتين (أو مثبطات إنزيم HMG-CoA) وهي أدوية مخفضة للكوليسترول .
ويتوفر سيمفاستاتين بجرعات مختلفة (10 ملغ، 20 ملغ، 40 ملغ) .
وتعتبر شركة (MSD) الأمريكية هي أول شركة منتجة له تحت اسم زوكور (Zocor) .